# US Open Series
US Open Series é um conjunto de torneios de tênis profissional norte-americanos organizado pela United States Tennis Association (USTA) que antecedem e incluem o US Open. Faz parte da "temporada de quadra dura norte-americana". A Emirates patrocinou a série no passado, sob um acordo em vigor de 2012 a 2016. A série foi inicialmente organizada em 2004 como uma forma de focar mais atenção nos torneios de tênis americanos, colocando mais deles na televisão doméstica. Até 2004, a maioria dos torneios norte-americanos de verão não eram transmitidos pela televisão, com exceção dos proeminentes eventos ATP Tour Masters 1000 no Canadá e Cincinnati. Desde o início da série, Rafael Nadal é o único tenista a vencer no Canadá, em Cincinnati e o US Open em um mesmo ano civil (2013), um feito conhecido como "Summer Slam" ou "North American Hardcourt Slam".
Quanto aos direitos de transmissão do US Open, a ESPN detinha os direitos domésticos de todos os eventos do US Open Series de 2015 a 2019. Os oito torneios não Masters recebem cerca de 50 horas de televisão combinadas - cerca de duas horas em cada dia de seus fins de semana finais, principalmente na ESPN2 . O Washington DC Citi Open de dois gêneros (o único torneio de nível ATP 500 na América do Norte), que fazia parte da série desde sua fundação em 2004, retirou-se da série para a edição de 2015 devido a frustrações com a falta de cobertura; aquele torneio vendeu sua cobertura exclusiva para o Tennis Channel. O torneio voltou ao US Open Series em 2019. Desde 2017, o Tennis Channel transmite os torneios da US Open Series.

## Bonus Challenge
Os jogadores ganham pontos como "US Open Series Bonus Challenge" para ganhar um bônus além do prêmio em dinheiro dos torneios da série individual, de acordo com seus resultados nesses eventos. Mais pontos são concedidos em alguns dos eventos, como os eventos ATP World Tour Masters 1000 e WTA Premier 5. Os três jogadores masculinos e três femininos com mais pontos no "US Open Series Bonus Challenge" ganham uma "bolsa" em dinheiro. O valor depende da colocação na US Open Series e do resultado do US Open. Se ambos forem ganhos, o bônus é de US$ 1 milhão (em 2010). Lleyton Hewitt e Lindsay Davenport foram os maiores pontuadores em 2004, Andy Roddick e Kim Clijsters venceram em 2005 e Andy Roddick e Ana Ivanovic venceram em 2006. Defendendo o US Open os campeões Roger Federer e Maria Sharapova venceram em 2007. Em 2005, enquanto Roddick foi derrotado na primeira rodada contra Gilles Müller no Open, Clijsters se tornou a primeira jogadora a vencer a US Open Series e o US Open, recebendo US$ 2,2 milhões, no, a época, o maior dia de pagamento nos esportes femininos. Clijsters derrotou a francesa Mary Pierce em dois sets: 6–3, 6–1. Em 2010, ela ganhou US$ 2,2 milhões novamente, desta vez US$ 1,7 milhão pelo título do US Open e US$ 500.000 em bônus pelo segundo lugar na US Open Series. Em 2007, Federer se tornou o primeiro jogador masculino e o segundo jogador geral a vencer a US Open Series e a vencer o US Open, ganhando US$ 1,4 milhão mais o bônus da US Open Series de US$ 1 milhão, totalizando $ 2,4 milhões em prêmios. Isso superou os US$ 2,2 milhões de Clijsters como o maior dia de pagamento do US Open até aquele momento. Em 2013, Serena Williams e Rafael Nadal venceram o US Open depois de também vencerem a US Open Series. Devido a vários aumentos consideráveis de prêmios em dinheiro ao longo dos anos, Serena Williams e Rafael Nadal ultrapassaram o recorde de pagamento da série Us Open de Roger Federer ao ganhar US$ 3,6 milhões cada, e eles compartilharam o recorde de maior prêmio em dinheiro da história do tênis em um único torneio de tênis. Em 2014, Serena Williams repetiria seu desempenho do ano anterior ao vencer a US Open Series e o US Open. Ela agora está sozinha no recorde de maior pagamento da história do tênis, com um total de US$ 4 milhões. A partir de 2017, a US Open Series não apresentou mais um Bonus Challenge.

## Torneios da série
| Legenda                                       |
| --------------------------------------------- |
| Evento Grand Slam                             |
| Torneios ATP Masters 1000 e Torneios WTA 1000 |
| Torneios ATP 500, 250, WTA 500 e WTA 250      |

Em 2022, a "US Open Series" comprendeu os seguintes torneios:
| Semanas                              | Eventos masculinos                 | Eventos femininos                        | Eventos femininos |
| ------------------------------------ | ---------------------------------- | ---------------------------------------- | ----------------- |
| 1 De 10-17 de julho                  | Newport Hall of Fame Open          | —                                        |                   |
| 2 De 23-30 de julho                  | Atlanta Truist Atlanta Open        | —                                        |                   |
| 3 De 30 de julho a 7 de agosto       | Washington DC Citi Open            | San José Mubadala Silicon Valley Classic |                   |
| 4 De 13-21 de agosto                 | Cincinnati Western & Southern Open | Cincinnati Western & Southern Open       |                   |
| 5 De 20-27 de agosto                 | Winston-Salem Winston-Salem Open   | Cleveland Tennis in the Land             |                   |
| 6–7 De 28 de agosto a 10 de setembro | Nova York US Open                  | Nova York US Open                        |                   |

### Distribuiçãode pontos
Como a partir de 2016:
| Rodada           | ATP Masters 1000 WTA Premier 5 | ATP World Tour 500 & 250 WTA Premier |
| ---------------- | ------------------------------ | ------------------------------------ |
| Vencedor         | 100                            | 70                                   |
| Finalista        | 70                             | 45                                   |
| Semifinalista    | 45                             | 25                                   |
| Quarto-finalista | 25                             | 15                                   |
| Rodada de 16     | 15                             | 0                                    |